# Еврейские рукописи из Афганистана
Еврейские рукописи из Афганистана или Еврейские манускрипты из Самангана или Еврейские документы из Центральной Азии — средневековые еврейские манускрипты, обнаруженные в пещере в североафганской провинции Саманган, расположенной неподалёку от южных границ постсоветской Средней Азии в 2011 году. Манускрипты содержат религиозные сочинения, поэтические произведения, а также частные письма и финансовые документы.
Эти рукописи стали предметом торговли на чёрном рынке древностей и продаются за сотни тысяч долларов. В конце 2011 — начале 2012 года израильские учёные имели возможность ознакомиться с некоторыми из них. Учёным достоверно известно лишь о 150 документах, хотя эксперты считают, что их было гораздо больше. Вокруг «афганской» находки возникло множество слухов, легенд и спекуляций. По словам учёных, документы были составлены в IX—XI веках и являются одним из важнейших открытий в сфере иудаики со времён обнаружения в XIX веке Каирской генизы и могут содержать новые сведения о ранней истории еврейского присутствия в Великом Хорасане, Кавказе и Киевской Руси.